# Felipe Padilla de Leon
Felipe Padilla de Leon (Peñaranda, 1 mei 1912 - 5 december 1992) was een Filipijns componist, dirigent en schrijver. Padilla de Leon werd in 1997 uitgeroepen tot Nationaal kunstenaar van de Filipijnen.

## Biografie
Felipe Padilla de Leon werd op 1 mei 1912 in geboren Peñaranda in de Filipijnse provincie Nueva Ecija. Hij voltooide in 1939 een opleiding Muziek aan de University of the Philippines. Padilla de Leon was onder meer professor muziek aan de Centro Escolar University en dirigent van de Far Eastern University Band.
Padilla de Leon stond er om bekend dat hij westerse muziekstijlen een eigen Filipijns tintje gaf. Bekend orkestmuziekstukken van zijn hand zijn onder meer Mariang Makiling Overture (1939), Roca Encantada, symphonic legend (1950), Maynila Overture (1976), Orchesterstuk (1981); bekende koormuziek: Payapang Daigdig, Ako’y Pilipino, Lupang Tinubuan en Ama Namin; liedjes: Bulaklak, Alitaptap en Mutya ng Lahi.
In 1997 werd Padilla de Leon benoemd tot nationaal kunstenaar van de Filipijnen. Daarnaast ontving hij andere diverse onderscheidingen zoals een Presidential Award of Merit in 1961, Rizal, een Pro-Patria Award in 1961 en een Republic Cultural Heritage Award in 1971 
Padilla de Leon overleed in 1992 op 80-jarige leeftijd. Hij was getrouwd met concertpianiste Iluminada Mendoza. Samen kregen ze zes kinderen. 